# 어메이징 스토리스

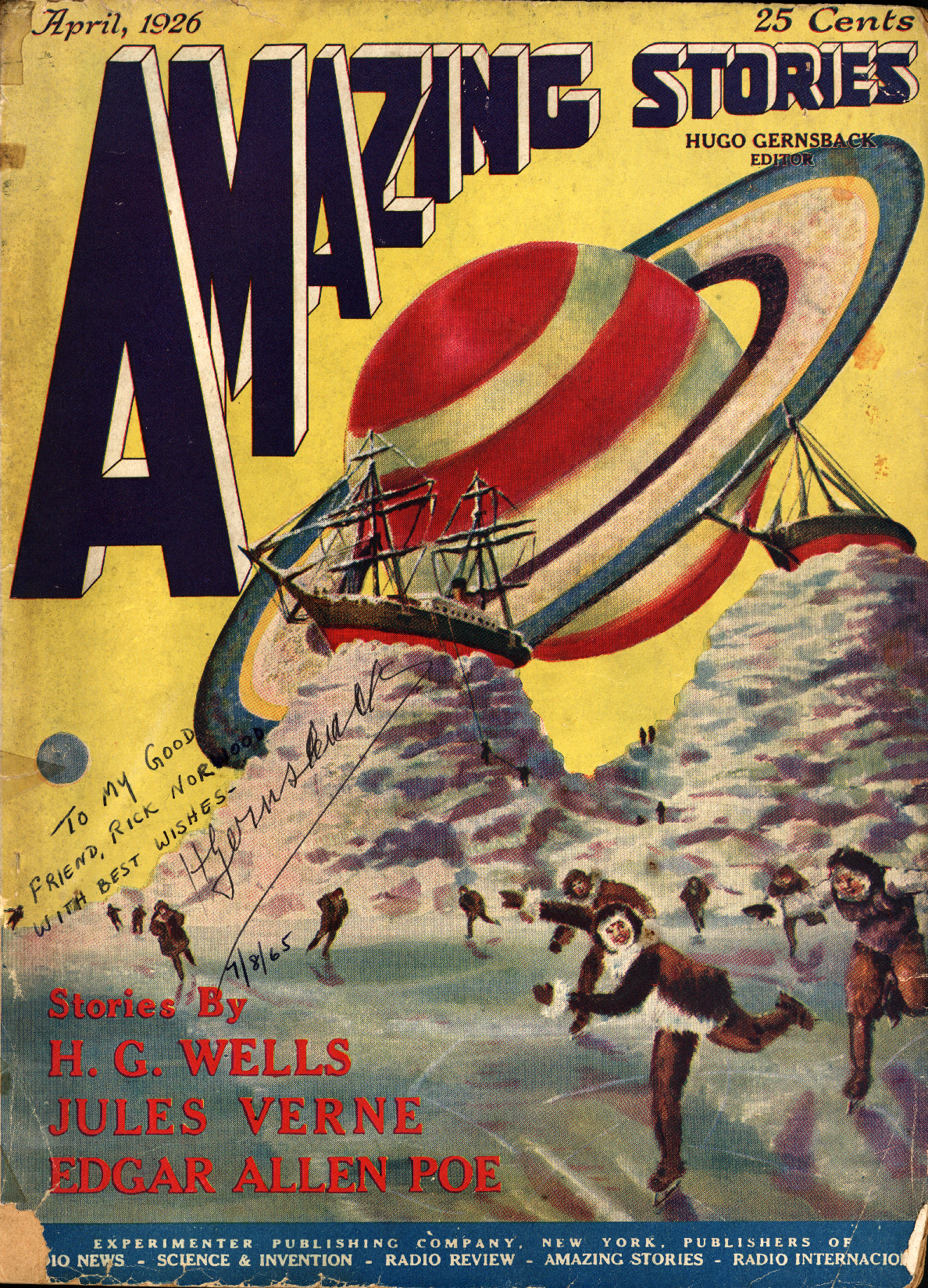
제1판

어메이징 스토리스(Amazing Stories)는 휴고 건스백의 Experimenter Publishing이 1926년 4월에 창간한 미국 공상 과학 잡지이다. 공상과학 소설만을 전문으로 다룬 최초의 잡지였다. 공상 과학 소설은 건스백에서 발행한 일부 잡지를 포함하여 다른 잡지에 정기적으로 등장했지만 어메이징은 펄프 소설의 새로운 장르를 정의하고 출시하는 데 도움이 되었다.
2018년 기준으로 어메이징은 92년 동안 약간의 중단을 거쳐 출판되었으며, 수익 창출에 어려움을 겪으면서 6명의 소유자와 많은 편집자를 거쳤다. 건스백은 파산을 당했고 1929년에 잡지에 대한 통제권을 잃었다. 1938년에 레이먼드 A. 팔머를 편집장으로 고용한 지프 데이비스가 잡지를 인수했다. 팔머는 공상 과학 커뮤니티 내에서 양질의 잡지로 간주되지 않았지만 잡지를 성공으로 이끌었다. 1940년대 후반에 어메이징은 사고와 재난을 데로스(deros)라는 로봇의 작업으로 설명하는 무시무시한 신화인 셰이버 미스터리(Shaver Mystery)에 대한 사실 이야기로 발표되었으며, 이로 인해 순환이 극적으로 증가했지만 조롱이 널리 퍼졌다. 어메이징은 펄프 잡지 시대가 끝나기 직전인 1953년에 다이제스트 크기 형식으로 전환했다. 이 책은 1965년에 솔 코헨(Sol Cohen)의 유니버설 출판사(Universal Publishing Company)에 매각되었는데, 이 회사는 이 책을 재인쇄된 이야기로 가득 채웠지만 작가들에게 재인쇄 비용을 지불하지 않아 새로 결성된 미국 공상 과학 작가 단체(Science Fiction Writers of America)와 갈등을 일으켰다. Ted White는 1969년에 편집장을 맡아 재인쇄물을 없애고 잡지를 다시 존경받게 만들었다. 어메이징은 1970년대 그의 재임 기간 동안 명망 높은 휴고상에 세 번 후보로 올랐다. 몇몇 다른 소유자는 이후 수십 년 동안 잡지의 현대적인 화신을 만들려고 시도했지만 2005년 3월호 이후 발행이 중단되었다. 2012년 7월 온라인 매거진으로 새로운 화신이 등장했다. 2018년 가을호부터 인쇄 출판이 재개되었다.
건스백의 초기 편집 접근 방식은 교육과 오락을 혼합하는 것이었다. 그는 SF 소설이 독자들을 교육할 수 있다고 믿었다. 그의 청중은 믿을 수 없는 모험에 대한 선호를 빠르게 보여주었고, 1929년 잡지의 주인이 바뀌자 건스백의 이상주의에서 벗어나는 움직임이 가속화되었다. 그럼에도 불구하고 건스백은 장르 출판 산업 분야에 막대한 영향을 미쳤다. 팬들이 서로 소통할 수 있었던 어메이징의 편지란은 SF 팬덤의 형성으로 이어졌고, 이는 SF 분야의 발전에도 큰 영향을 미쳤다. 잡지에 첫 번째 이야기가 실린 작가로는 존 W. 캠벨, 아이작 아시모프, 하워드 패스트, 어슐러 K. 르귄, 로저 젤라즈니, 토마스 M. 디쉬가 있다. 하지만 전반적으로 어메이징 자체는 1920년대 이후 해당 장르 내에서 영향력 있는 잡지가 아니었다.